# 라바노테이션

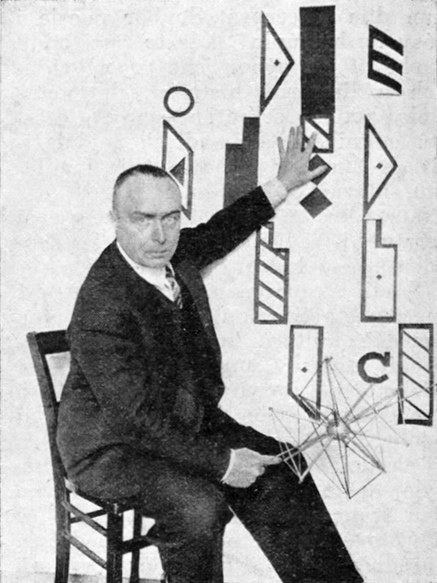
루돌프 라반이 자신의 무용보를 발표하고 있다.

라바노테이션(labanotation)은 루돌프 폰 라반의 작품에서 비롯된 인간 운동을 기록하고 분석하는 무용보이다.
라반의 또 하나의 커다란 업적은 무용보(舞踊普)의 창안이라 하겠다. 무용보의 완성은 그때까지 몇 번이고 시도되었으나, 음악의 악보처럼 비교적 용이하고, 더구나 완전에 가까운 것은 무용이 복잡한 운동을 수반하는 시간과 공간의 조형예술이라는 성질 때문에 좀처럼 성공될 수 있는 것도 아니었다. 그것을 그는 독특한 라반 방식에 의해 완벽한 무용보를 만들어냈던 것이다.
그것은 5선보의 중앙선(세로로 쓰는 경우)에서부터 우측으로는 우반신(右半身), 좌측으로는 좌반신 운동을 기록하는 것을 원칙으로 하되 말할 수 없이 정확하고 상세한 것이었다. 라반의 이 무용보를 라바노테이션이라고 하며, 현재에도 그 혜택을 받고 있는 무용가가 적지 않다.

## 같이 보기
- 무용보(dance notation)